# 이라크 프리미어리그 2018-19
이라크 프리미어리그 2018-19는 이라크 프리미어리그의 45번째 시즌이다.

## 참가 구단
| 구단                  | 연고     | 경기장                     | 수용인원 |
| --------------------- | -------- | -------------------------- | -------- |
| 알바흐리              | 바스라   | 알파이하 스타디움          | 10,000   |
| 알디와니야            | 디와니야 | 알디와니야 스타디움        | 5,000    |
| 알후두드              | 바그다드 | 알타지 스타디움            | 5,000    |
| 알후세인              | 바그다드 | 5000 스타디움              | 5,000    |
| 알카흐라바            | 바그다드 | 알타지 스타디움            | 5,000    |
| 알카르흐              | 바그다드 | 알카르흐 스타디움          | 5,000    |
| 알미나                | 바스라   | 알파이하 스타디움          | 10,000   |
| 알나프트              | 바그다드 | 알시나 스타디움            | 10,000   |
| 알나자프              | 나자프   | 뉴 나자프 스타디움         | 30,000   |
| 알쿠와 알자위야       | 바그다드 | 알샤바브 스타디움          | 35,000   |
| 알사마와              | 사마와   | 알사마와 스타디움          | 5,000    |
| 알쇼르타              | 바그다드 | 알샤바브 스타디움          | 35,000   |
| 알시낫 알카흐라바이야 | 바그다드 | 알타지 스타디움            | 5,000    |
| 알탈라바              | 바그다드 | 알샤바브 스타디움          | 35,000   |
| 알자우라              | 바그다드 | 알샤바브 스타디움          | 35,000   |
| 아마낫 바그다드       | 바그다드 | 아마나트 바그다드 스타디움 | 5,000    |
| 아르빌                | 아르빌   | 프란소 하리리 스타디움     | 20,000   |
| 나프트 알주눕         | 바스라   | 알파이하 스타디움          | 10,000   |
| 나프트 알와삿         | 나자프   | 뉴 나자프 스타디움         | 30,000   |
| 나프트 마이산         | 아마라   | 마이산 스타디움            | 25,000   |

## 리그 순위
| AFC 챔피언스리그 2020 조별 리그    |
| 아랍 클럽 챔피언십 2019-20 1라운드 |

| AFC 챔피언스리그 2020 2차 예선  |
| 아랍 클럽 챔피언십 2019-20 예선 |

## 같이 보기
- 이라크 1부 리그 2018-19